# M12 (Wit-Rusland)
De M12 of Magistrale 12 is een hoofdweg in Wit-Rusland met een lengte van 55 kilometer. De weg loopt van de Kobryn via Makrany naar de grens met Oekraïne. Aan de Oekraïense grens sluit de weg aan op de Oekraïense weg M19 naar Loetsk. De M12 is onderdeel van de E85 tussen Klaipėda in Litouwen en Alexandroupolis in Griekenland.

## Geschiedenis
Tot ongeveer 2000 bestond de M12 uit twee delen: de R17 tussen Kobryn en Malaryta en de R98 tussen Malaryta en Oekraïne. Omdat de weg, als onderdeel van de E85, belangrijk is voor het doorgaande verkeer, is het een hoofdweg geworden.
M1 · 
M2 · 
M3 · 
M4 · 
M5 · 
M6 · 
M7 · 
M8 · 
M9 · 
M10 · 
M11 · 
M12 · 
M14